# Велико-Градіште
Велико-Градіште (серб. Велико Градиште, рум. Gradiştea Mare) — населений пункт міського типу, розташований на північному сході Сербії (Бранічевський округ) на берегах річок Дунай (на правому) і Пек (на лівому). Населення на 2010 р. становлять 5818 жителів.
Є центром громади Велико-Градіште. До складу муніципалітету Велико-Градіште входять 26 населених пунктів.

## Історія
До завоювання Балканського півострова римлянами в I столітті до н. е., на території Велико-Градіште проживали фракійці та даки. Це містечко тоді називалося лат. Pincum, і належало воно до провінції Верхня Мезія.
У Велико-Градіште знайшли фрагмент похоронного мистецтва, що датується початком II століття н. е. — incum relief, на якому зображені герої Іліади Ахілес і Гектор. Унікальність знахідки обумовлюється і тим, що це єдиний рельєф такого роду, знайдений на території Мезії.

## Відомі люди
У Велико-Градіште народилися:
- Милоє Васич[ru] (1869—?) — сербський археолог, дослідник доісторичної культури Вінча.
- Жанка Стокич (1887—1947) — відома сербська актриса.
- Філіп Цептер (нар. 1950) — засновник, власник і президент корпорації «Zepter International[en]».